# Heinz Golombeck
Heinz Golombeck (* 19. Oktober 1948 in Magdeburg; † 1. August 2023) war ein deutscher Politiker (FDP). Er war von 2009 bis 2013 Mitglied des Deutschen Bundestages.

## Leben und Wirken
Golombeck absolvierte eine Ausbildung im Bereich der Elektronik und war in der Qualitätssicherung eines Unternehmens für Messtechnik tätig. 1994 trat er in die FDP ein. Ab 1996 war er FDP-Ortsvereinsvorsitzender im Karlsruher Stadtteil Neureut. Von 2007 bis 2013 war er Kreisvorsitzender der FDP Karlsruhe-Stadt. 2009 wurde er in den Karlsruher Gemeinderat gewählt.
Bei der Bundestagswahl 2009 gelang ihm als 15. der baden-württembergischen Landesliste überraschend der Einzug in den Deutschen Bundestag, da die FDP im Land ein Rekordergebnis von 18,8 % erzielte.
Im Bundestag war er Mitglied der Europa-Union Parlamentariergruppe Deutscher Bundestag. Außerdem war er ordentliches Mitglied im Ausschuss für die Angelegenheiten der Europäischen Union, im Ausschuss für Familie, Senioren, Frauen und Jugend sowie im Unterausschuss Bürgerschaftliches Engagement und stellvertretendes Mitglied im Ausschuss für Bildung, Forschung und Technikfolgenabschätzung.
Nach dem Scheitern seiner Partei an der Fünf-Prozent-Hürde bei der Bundestagswahl 2013 war er im 18. Bundestag nicht mehr vertreten. Er war jedoch ohnehin auf dem aussichtslosen Platz 27 der FDP-Landesliste angetreten.
Golombeck war evangelisch, verheiratet und Vater von zwei Kindern.

## Auszeichnungen
- 2022: Staufermedaille[6]